# Golfclub Harderwold
Golfclub Harderwold is een Nederlandse golfclub in Zeewolde, in de provincie Flevoland.

## De baan
Tussen de natuurgebieden Harderbroek en Harderbos ligt sinds 1991 een 18-holes golfbaan aan de rand van het Wolderwijd. Er zijn veel waterpartijen, en de green van Hole 7 ligt op een eiland. Er is ook een 9-holes par 3 baan. In 2007 werd de baan veranderd, in maart 2013 werden nieuwe scorekaarten ingevoerd.
De baan is ontworpen door golfbaanarchitect Alan Rijks. Er wordt nauw samengewerkt met Natuurmonumenten. 
Exploitant van de baan is Harderwold BV, een dochteronderneming van de Cammingha-groep.

## De club
De golfclub wordt gevormd door maximaal 500 leden en 50 jeugdleden, die sinds 1991 spelen op de golfbaan van Bos- en Golfresort Harderwold.

## Toernooien

#### De Polderbokaal
Sinds 1996 bestaat de Polderbokaal, een wedstrijd tussen 6 polderclubs, t.w. Almeerderhout, Dorhout Mees, Dronten, Flevoland, Harderwold en Zeewolde. De formule is 4-bal-best-bal.

#### Harderwold Classic
In 2007 en 2008 had de EDP Tour de Harderwold Classic op haar agenda.

## Bos- en Golfresort Harderwold
De golfbaan maakt deel uit van een project aan de rand van het Wolderwijd. Naast de golfbaan zijn luxe recreatiewoningen gebouwd: villaresort Harderwold.